# Neoxolmis
Neoxolmis és un gènere d'ocells passeriformes de la família dels tirànids (Tyrannidae) que agrupa espècies natives del con sud d'Amèrica del Sud, on nien al sud de l'Argentina i Xile i migren cap al sud de Bolívia, Paraguai, extrem sud del Brasil i Uruguai als hiverns australs, una espècie és endèmica del nord-oest argentí. L'any 2020, tres espècies abans col·locades en el gènere Xolmis van ser transferides al present. Als membres se'ls coneix pel nom comú de monges.

## Descripció
Les espècies d'aquest gènere mesuren entre 16,5 i 23 cm de longitud, de colors predominants gris, roig i negre (excepte N. coronatus que és negra i blanca). Totes són espècies d'àrees seques i extremes, i caminen regularment per terra (N. coronatus amb menys freqüència). Els nius són fets de branques petites i, o bé a terra o en un arbust, i són notablement semblants, i també els ous.

## Taxonomia
El gènere Neoxolmis va ser introduït l'any 1927 per l'ornitòleg austríac Carl Eduard Hellmayr amb monja com a espècie tipus. El nom Neoxolmis és una combinació de la paraula del grec antic «neus» que significa “nou”, i del gènere Xolmis. que va ser introduït per Friedrich Boie el 1826.
Les espècies N. coronatus, N. salinarum i N. rubetra van estar tradicionalment col·locades en el gènere Xolmis (tot i que rubetra ja va ser inclosa en aquest gènere per alguns autors). Els estudis genètics d'Ohlson et al. (2020) i Chesser et al. (2020) van concloure que el gènere Xolmis no era monofilètic, la qual cosa va conduir a profunds canvis taxonòmics en el gènere. Van descobrir que Xolmis rubetra és germana de Neoxolmis rufiventris i que la parella formada per ambdues és propera a X. coronatus, formant un clade emparentat amb un altre corresponent a Myiotheretes, i distant dels altres Xolmis. Els autors van proposar agrupar tot el clade en un gènere ressuscitat Nengetus, el nom més antic disponible. No obstant això, el Comitè de Classificació de Sud-americà (SACC) en la Proposta No 885 de setembre de 2020, va preferir restringir Nengetus amb prou feines per a l'espècie tipus, Nengetus cinereus i transferir les tres espècies esmentades al llavors gènere monotípic Neoxolmis, pel fet que es crearia un grup força heterogènic afectant l'estabilitat taxonòmica. Amb base en la profunda diferència genètica i en les significatives diferències de plomatge, N. coronatus podria merèixer un gènere propi. Tanmateix, aquest canvi de gènere encara no ha estat aprovat pel Manual dels Ocells del Món (HBW) i Bridlife International (BLI).
Segons les classificacions del Congrés Ornitològic Internacional (IOC), Clements Checklist/eBird v.2021 i ITIS es reconeixen quatre subespècies:
- Monja coronada (Neoxolmis coronatus).
- Monja castanya (Neoxolmis rubetra).
- Monja de les salines (Neoxolmis salinarum).
- Tirà de ventre xocolata (Neoxolmis rufiventris).